# Kacealî, Borodeanka
Kacealî (în ucraineană Качали) este localitatea de reședință a comunei Kacealî din raionul Borodeanka, regiunea Kiev, Ucraina.

## Demografie
Componența lingvistică a localității Kacealî
     Ucraineană (96,62%)
     Rusă (2,89%)
Conform recensământului din 2001, majoritatea populației localității Kacealî era vorbitoare de ucraineană (96,62%), existând în minoritate și vorbitori de rusă (2,89%).